# Савезна република
Савезна република је федерација држава чланица са републичким типом власти. Федерација је централна власт. Реч република нема исто значење у свим савезним републикама али минимално означава чињеницу да се на челу ових држава не налази монарх.

## Постојеће савезне републике
| Федерација                | Пун назив                              | Чланице                     | Владар             |
| ------------------------- | -------------------------------------- | --------------------------- | ------------------ |
| Аргентина                 | Аргентинска Република                  | Провинције                  | Председник         |
| Аустрија                  | Република Аустрија                     | Покрајине                   | Савезни председник |
| Босна и Херцеговина       | Босна и Херцеговина                    | Ентитети                    | Председништво      |
| Бразил                    | Савезна Република Бразил               | Државе                      | Председник         |
| Комори                    | Заједница Комора                       | Аутономна острва            | Председник         |
| Етиопија                  | Савезна Демократска Република Етиопија | Региони                     | Председник         |
| Немачка                   | Савезна Република Немачка              | Државе                      | Савезни председник |
| Индија                    | Република Индија                       | Државе                      | Председник         |
| Ирак                      | Република Ирак                         | Мухафазе                    | Председник         |
| Јужни Судан               | Република Јужни Судан                  | Државе                      | Председник         |
| Малезија                  | Малезија                               | Државе                      | Председник         |
| Мексико                   | Сједињене Мексичке Државе              | Државе                      | Председник         |
| Микронезија               | Савезне Државе Микронезије             | Државе                      | Председник         |
| Непал                     | Савезна Демократска Република Непал    | Зоне                        | Председник         |
| Нигерија                  | Савезна Република Нигерија             | Државе                      | Председник         |
| Пакистан                  | Исламска Република Пакистан            | Провинције и племенске зоне | Председник         |
| Русија                    | Руска Федерација                       | Савезни субјекти            | Председник         |
| Судан                     | Република Судан                        | Државе                      | Председник         |
| Швајцарска                | Швајцарска Конфедерација               | Кантони                     | Савезно веће       |
| Сједињене Америчке Државе | Сједињене Америчке Државе              | Државе                      | Председник         |
| Венецуела                 | Боливаријанска Република Венецуела     | Државе                      | Председник         |